# Уничтожение воробьёв

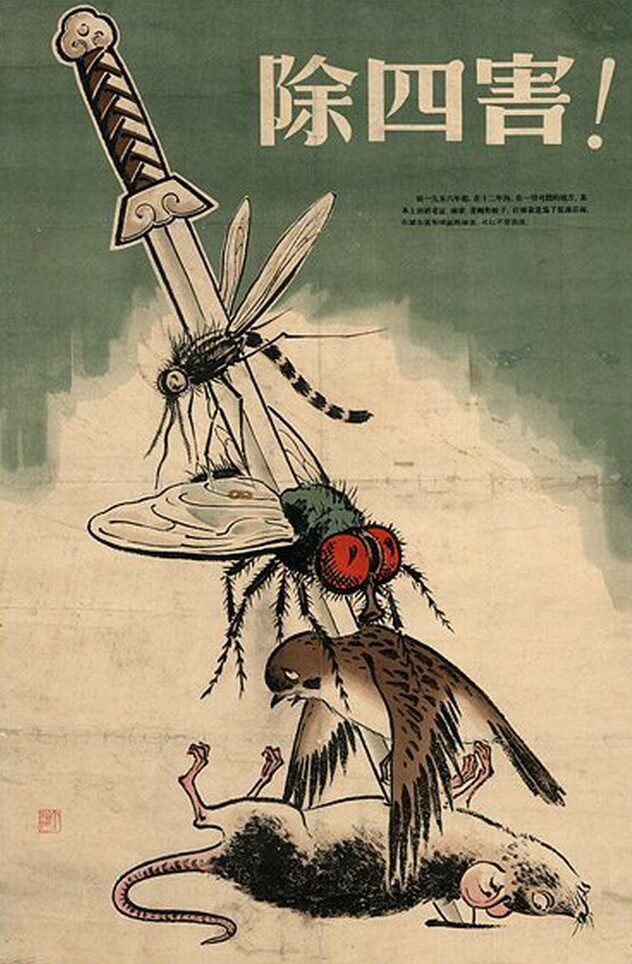

Уничтоже́ние воробьёв (кит. 打麻雀运动, 消灭麻雀运动) — наиболее примечательная сторона масштабной кампании по борьбе с сельскохозяйственными вредителями, организованной в Китае в рамках политики Большого скачка (1958—1961).

## Ход кампании
Замысел кампании был в уничтожении «четырёх вредителей» — крыс, комаров, мух и воробьёв. Кампания против воробьёв приняла наиболее массовый характер. Пропаганда объясняла, что воробьи поедают урожай зерновых, принося народному хозяйству большой убыток — по подсчётам китайского научно-исследовательского института зоологии, воробьи за год съедали столько зерна, что его бы хватило, чтобы прокормить 35 миллионов человек. План был разработан в 1958 году. Призвал к этому Мао Цзэдун 18 марта 1958 года на VIII съезде Коммунистической партии Китая.
Считалось что воробьи поедают около четырёх кг зерна в год. По своей природе воробей может пробыть в воздухе не более 15 минут. Миллионы людей: крестьяне, а также привлечённые к кампании школьники и горожане должны были кричать, бить в тазы, барабаны и проч., размахивать шестами и тряпками, стоя на крышах домов — чтобы напугать воробьёв и не дать им укрытия. Утомлённые птицы падали на землю замертво, чего и добивались участники действия. Воробьиные гнёзда разорялись, яйца разбивали, птенцов убивали. Кроме этого стреляли по летящим воробьям. 
Отдельные воробьи находили убежище на территории дипломатических миссий. Персонал польского посольства в Пекине отказался пустить загонщиков на территорию, чтобы они могли распугать воробьёв, прячущихся на территории посольства. В результате посольство окружили цепочки барабанщиков, громко колотящих в свои инструменты. После двух суток постоянного барабанного боя польским дипломатам пришлось выгребать лопатами тушки погибших воробьёв.
Один из участников кампании, в то время ещё подросток, вспоминал:

Вся школа отправилась убивать воробьёв. Мы делали лестницы, чтобы сбивать их гнёзда, и били в гонги по вечерам, когда они возвращались домой на ночлег. Это было задолго до того, как мы узнали, что воробьи — хорошие птицы. В то время мы знали лишь то, что они едят зерно.
— Judith Shapiro. Mao's War Against Nature: Politics and the Environment in Revolutionary China. — Cambridge University Press, 2001, p. 87.
При этом не было зарегистрировано уменьшения численности других трёх «врагов» (мух, комаров и крыс), поскольку сокращение их популяции может быть достигнуто лишь гигиеническими факторами, а не «охотой» на них, даже всенародной.
В ходе развёрнутой в марте—апреле 1958 г. кампании только за три дня в Пекине и Шанхае было уничтожено 900 тыс. птиц, а к первой декаде ноября того же года в Китае, по неполной статистике, было истреблено 1,96 млрд воробьёв. В Пекине и приморских провинциях, где воробьёв уничтожали особенно усердно, попутно истребляли вообще всех мелких птиц. Кампания привела к почти полному исчезновению воробьёв. Напоказ выставлялись[где?] фотографии с горами мёртвых воробьёв высотой в несколько метров.

## Голод
Через год после кампании урожай действительно стал заметно лучше и компартия успела отрапортовать о значимых достижениях. При этом расплодились гусеницы и саранча, поедающие побеги, так как в экосистеме исчез важный естественный регулятор, заменить который было некем — прочие мелкие виды птиц такие же всеядные, но менее приспособленные. Ещё через год, благодаря прежде накопленной популяции вредителей, урожаи резко уменьшились, и в стране наступил голод, в результате которого погибло от 10 до 30 миллионов человек. Так опытным путём было доказано, что агротехническая польза воробьёв существенно выше наносимого вреда.
Результатом кампании стали закупка и завоз в страну живых воробьёв из СССР и Канады. Кампания была свёрнута. В проекте «Указа ЦК ЦКП о гигиенических мероприятиях», принятого ровно через два года, 18 марта 1960 г., Мао Цзэдун написал: «Не надо бить воробьев, как результат мы лишь получили клопов. Лозунг такой: Уничтожать крыс, клопов, мух и комаров» («麻雀不要打了，代之以臭虫，口号是‘除掉老鼠、臭虫、苍蝇、蚊虫’。»).
В начале XXI века в Китае началась массовая кампания по защите воробьёв.

## В искусстве
- «Песенка про мангустов» В. С. Высоцкого[10] (1971) содержит упоминание об этом событии:

…козы в Бельгии съели капусту,

Воробьи — рис в Китае с полей,

А в Австралии злые мангусты

Истребили полезнейших змей.
- «Письмо рабочих тамбовского завода китайским руководителям» В. С. Высоцкого[11] (1963).

А если зуд — без дела не страдайте, -—

У вас ещё достаточно делов:

Давите мух, рождаемость снижайте,

Уничтожайте ваших воробьев!
- Альбом американской пост-рок группы Red Sparowes[англ.] Every Red Heart Shines Toward the Red Sun[англ.] (2006).